# Alsen (Zweden)
Alsen is een plaats in de gemeente Krokom in het landschap Jämtland en de provincie Jämtlands län in Zweden. De plaats heeft 109 inwoners (2005) en een oppervlakte van 26 hectare. De plaats ligt aan het meer Alsensjön. De plaats ligt op 50 kilometer afstand van zowel Östersund als Åre, Åre ligt ten westen van de plaats en Östersund ten zuidoosten.

## Afbeeldingen

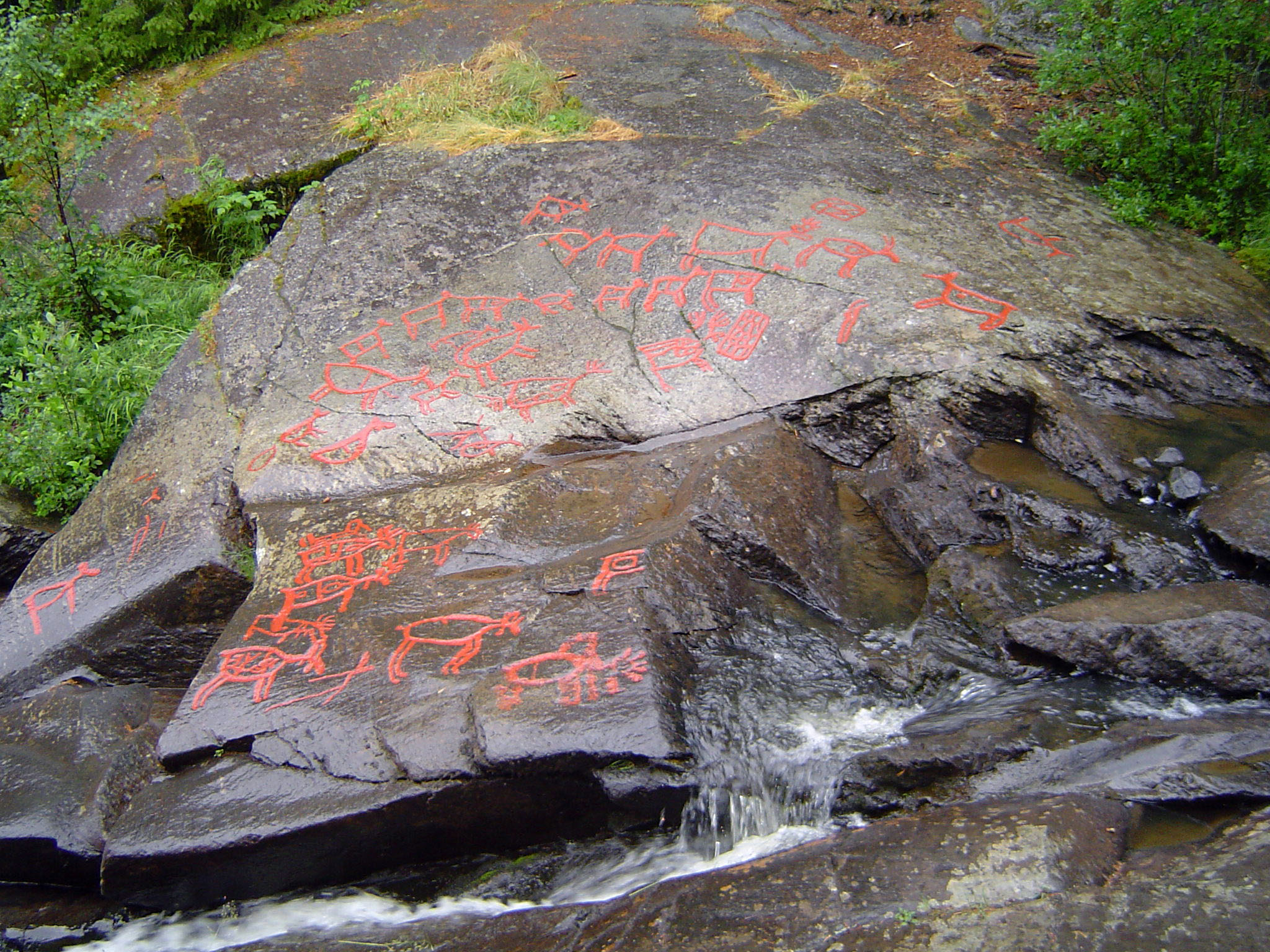
Petrogliefen van elanden in Glösa
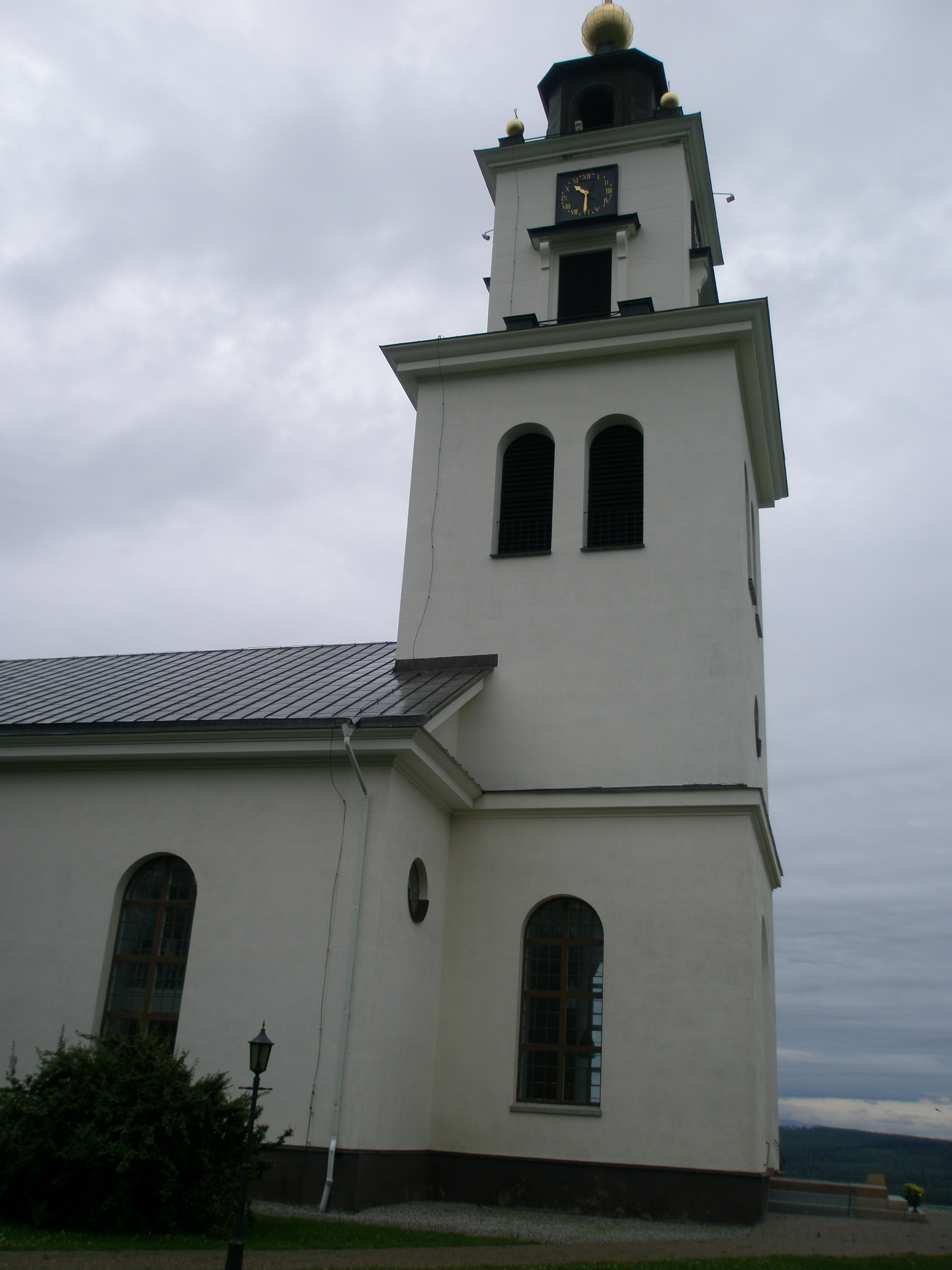
De kerk van Alsen